# Villa Mandelli Tedoldi
Villa Mandelli Tedoldi è una residenza storica situata nella località di Bellena in strada Rosi di Bellena 1, frazione del comune di Fontevivo in provincia di Parma 

## Storia e attribuzioni
Considerata una delle più significative espressioni dell'architettura neoclassica parmigiana, fu edificata nei primi anni del XVIII secolo per volere dei marchesi Mandelli di Piacenza, probabilmente Niccolò o Bernardino Mandelli.
Il progetto originale, conservato presso l'Archivio di Stato (Racc. Mappe vol. 18), indica l'intenzione di realizzare una residenza estiva di grande prestigio, situata all'interno della proprietà fondiaria della famiglia Mandelli, nel Parmense. L'architetto responsabile della costruzione rimane ignoto, ma si ipotizza possa trattarsi di Pietro Gazola, attivo per i Mandelli a Piacenza, o di Lotario Tomba, anch'egli operante in ambito neoclassico.

## Descrizione

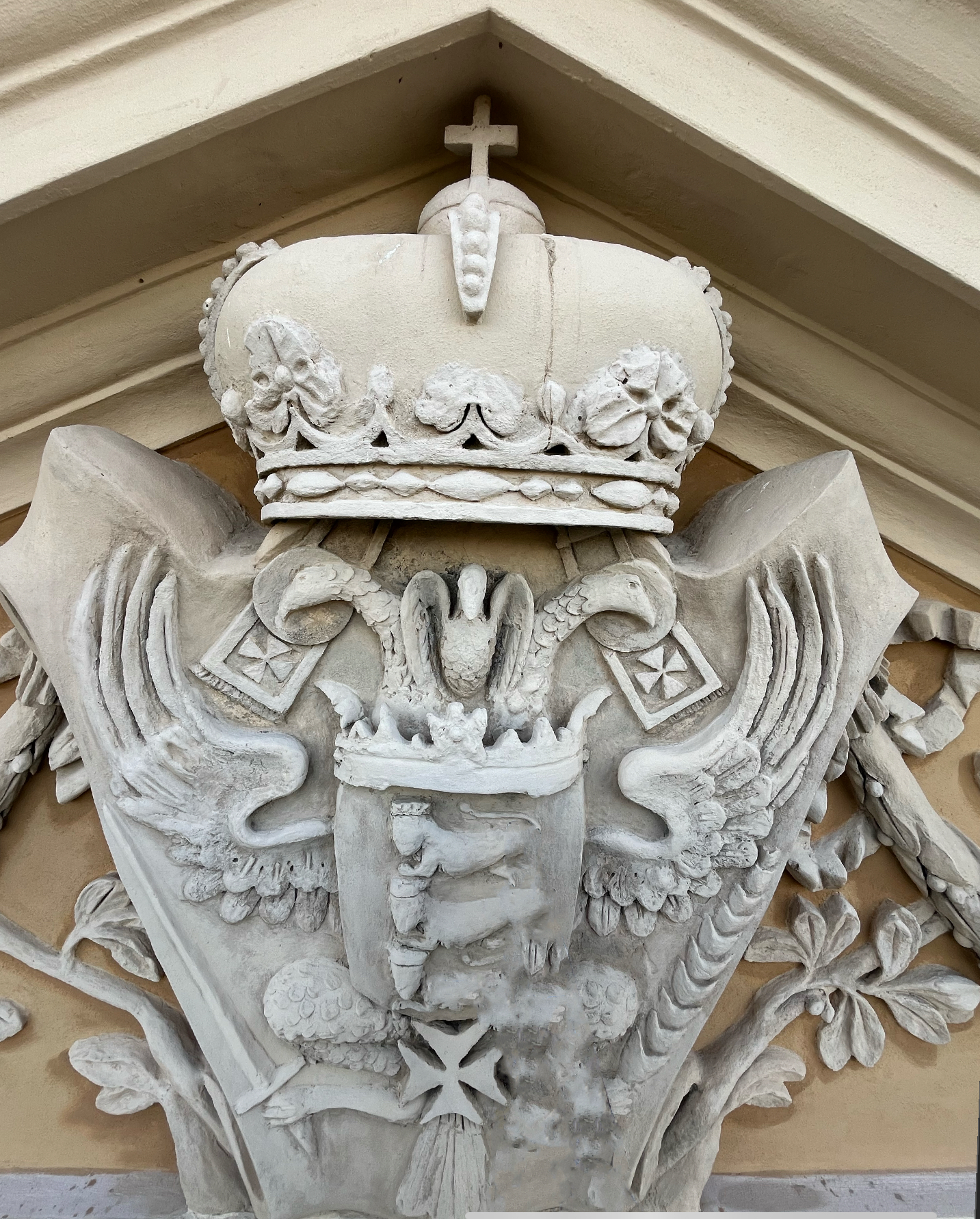
Stemma sec. XVIII Villa Mandelli Tedoldi a Bellena (Parma). Aquila bicipite con corona di principe del sacro romano impero, corona di marchese con tre leoni illeoparditi.

La villa si sviluppa su una pianta a U, con due ali laterali che si estendono rispetto al corpo centrale, formando due ulteriori facciate. Questa configurazione conferisce all'edificio una considerevole imponenza, con un totale di 160 finestre. La residenza è inserita all'interno di un vasto recinto quadrato, delimitato da lunghi muri rettilinei. L'accesso principale è segnato da tre cancelli: uno centrale, caratterizzato da quattro pilastri scanalati con doppia portella, e due ingressi laterali più semplici, tutti sormontati da statue in arenaria.
Nei pressi della villa si trovano numerosi edifici di servizio, tra cui alloggi per il personale, strutture per i coloni e un caseificio. 
L'edificio si sviluppa su due livelli: il piano nobile e un piano superiore destinato ai servizi. La facciata principale è scandita da undici finestre disposte simmetricamente, mentre il corpo centrale è enfatizzato da paraste che sorreggono un frontone triangolare. All'interno del timpano è collocato un grande stemma in altorilievo della famiglia Mandelli. L'imponenza della struttura è ulteriormente accentuata da un protiro sorretto da quattro colonne, sormontato da un'ampia terrazza panoramica.
L'accesso al piano nobile avviene tramite due scalinate gemelle ad arco rampante, ornate da decorazioni a quadratura e da eleganti ringhiere in ferro battuto di stile barocchetto. 

### Interni
Al primo piano, è costituito da un ampio salone centrale a volta, che si affaccia sulla terrazza del protiro. L'ambiente è interamente decorato con affreschi ispirati ai motivi pompeiani dell'epoca imperiale.
Il ciclo decorativo fu realizzato nel 1795 da Giovanni Poldi di Luzzara, autore delle quadrature, e da Carlo Angelo Dal Verme, responsabile delle figure monocrome. Sopra le porte del salone sono raffigurati Putti con simboli legati alla tradizione rosacrociana, mentre il soffitto ospita una complessa composizione allegorica. Vi è rappresentato il Carro del Trionfo di Iside Latona, l'Aurora che scaccia la Notte, la Fama e la Gloria che dipingono lo stemma della famiglia Mandelli, con un cherubino intento a incoronarlo con il diadema principesco. 
Un elemento di particolare interesse è il forte riferimento al simbolismo esoterico e alle arti legate al culto misterico. Alle pareti del salone, nei riquadri minori, sono raffigurate figure allegoriche che rappresentano le arti considerate strumenti di elevazione spirituale e di conoscenza iniziatica. Tra queste, spiccano l'immagine di una Donna che suona l'arpa, simbolo della musica come veicolo di armonia e trascendenza, e quella di un Poeta cieco che l'ascolta, evocando la poesia come forma di rivelazione interiore.

### Giardini
L'ampio parco si estende a est e a ovest della villa. Sia la zona anteriore che quella posteriore, entrambe a prato, sono attraversate da un vialetto centrale che conduce al piazzale circolare, dove un tempo erano collocate quattro statue in pietra raffiguranti divinità greche. La porzione occidentale del parco è caratterizzata dal vialetto pedonale che si allinea con l'ingresso principale della villa. Ai lati dell'ingresso ovest si trovano delle nicchie, al cui interno erano sistemate le statue di Pan e di Ebe.